# Benoît Henry
Benoît Henry, né le 5 août 1976 à Nancy, est un ancien joueur de handball français évoluant au poste d'ailier gauche et parfois demi-centre. Avec l'Équipe de France, il a participé aux Jeux méditerranéens de 2005.
Avant de rejoindre les rangs professionnels, il joua chez les jeunes à Villers-lès-Nancy handball.
En 2009, il suit les cours de la 6e promotion du diplôme universitaire de manageur général de club sportif, au Centre de droit et d’économie du sport (CDES). Parmi les diplômés de cette formation, on trouve également Zinédine Zidane. En 2011, il reçoit son diplôme.

## Palmarès
Compétitions nationales
- Deuxième du Championnat de France en 2004
- Vainqueur de la Coupe de la Ligue (1) : 2003
  - Finaliste en 2004 et 2008
- Finaliste de la Coupe de France en 2003

Compétitions internationales
- demi-finaliste de la Coupe de l'EHF (C3) en 2006
- demi-finaliste de la Coupe Challenge (C4) en 2003